# Octobre 2013 en sport
Cette page concerne l'actualité sportive du mois d'octobre 2013

## Faits marquants
- 26 octobre au 30 novembre : 14e édition de la coupe du monde de rugby à XIII en Angleterre, au Pays de Galles, en France et en Irlande.
- 28 octobre au 3 novembre : tennis : Masters de Paris-Bercy 2013

### Samedi5 octobre
- Rugby à XV : les All Blacks remportent la deuxième édition du Rugby Championship en allant gagner 38 à 27 en Afrique du Sud lors de la dernière journée. Ils remportent ainsi tous leurs matchs et conservent leur titre[3].

### Dimanche6 octobre
- Formule 1 : Sebastian Vettel, auteur de la pole position, remporte le Grand Prix de Corée du Sud. Il précède Kimi Räikkönen et Romain Grosjean. Vettel conserve la tête du championnat avec 272 points et devance Alonso (195 points) et Räikkönen (167 points)
- Cyclisme sur route : L'Espagnol Joaquim Rodríguez remporte la 107e édition du Tour de Lombardie, s'imposant pour la deuxième fois consécutive après sa victoire de 2012, en devançant son compatriote Alejandro Valverde et le Polonais Rafał Majka.

### Samedi12 octobre
- Formule 1 : Mark Webber obtient la 12e pole position de sa carrière lors du Grand Prix du Japon en devançant Sebastian Vettel, Lewis Hamilton et Romain Grosjean.
- Tennis : Novak Djokovic et Juan Martín del Potro se qualifient pour la finale du Masters de Shanghai 2013 en battant respectivement Jo-Wilfried Tsonga (6-2 ; 7-5) et Rafael Nadal (6-2 ; 6-4)

### Dimanche13 octobre
- Formule 1 : Sebastian Vettel remporte le Grand Prix du Japon devant Mark Webber, auteur de la pole position, et Romain Grosjean. Vettel conserve la tête du championnat avec 297 points et devance Fernando Alonso (207 points), Kimi Räikkönen (177 points), Lewis Hamilton (161 points) et Mark Webber (148 points).

### Samedi19 octobre
- Rugby à XV : la Nouvelle-Zélande et l'Australie disputent un troisième test match dans le cadre de la Bledisloe Cup, bien que celle-ci soit déjà gagnée par les Néo-Zélandais qui ont remporté les deux premières manches lors du Rugby Championship. Les All-Blacks s'imposent sur le score de 41 à 33 et restent invaincus depuis dix-sept matchs[4].
- ALMS, Rebellion Racing remporte pour la seconde fois le Petit Le Mans avec les pilotes Neel Jani, Nicolas Prost et Nick Heidfeld

### Dimanche20 octobre
- DTM, Timo Glock remporte sa première victoire lors de la dernière course de la saison.

### Samedi26 octobre
- Rugby à XV : les Natal Sharks remportent la Currie Cup après leur victoire 33 à 19 en finale contre la Western Province[5].

- Rugby à XIII : en match d'ouverture de la Coupe du monde 2013, l'Australie bat l'Angleterre 28-20[6].

### Dimanche 27 octobre
- Rugby à XIII : la France remporte son premier match de la Coupe du monde 2013 contre la Papouasie-Nouvelle-Guinée 9-8[7].